# Колосниковая решётка

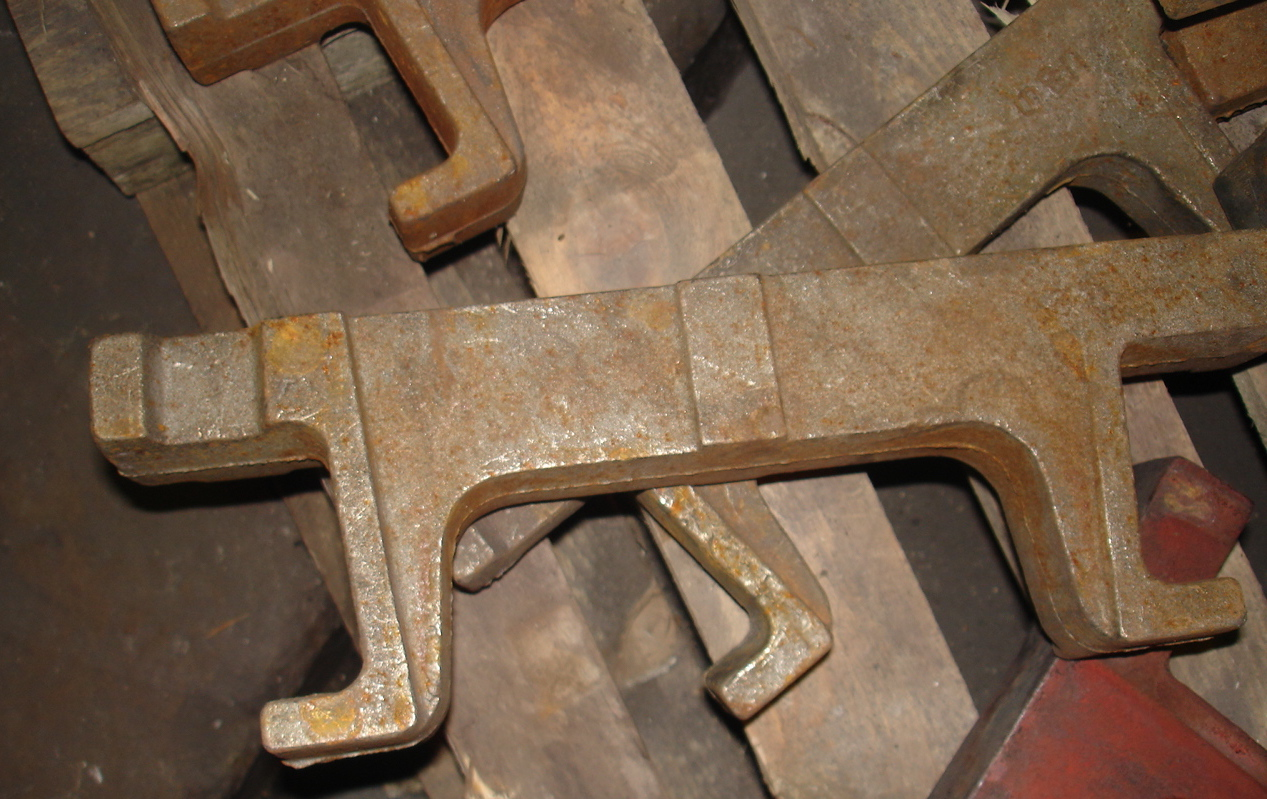
Колосники обжиговой тележки

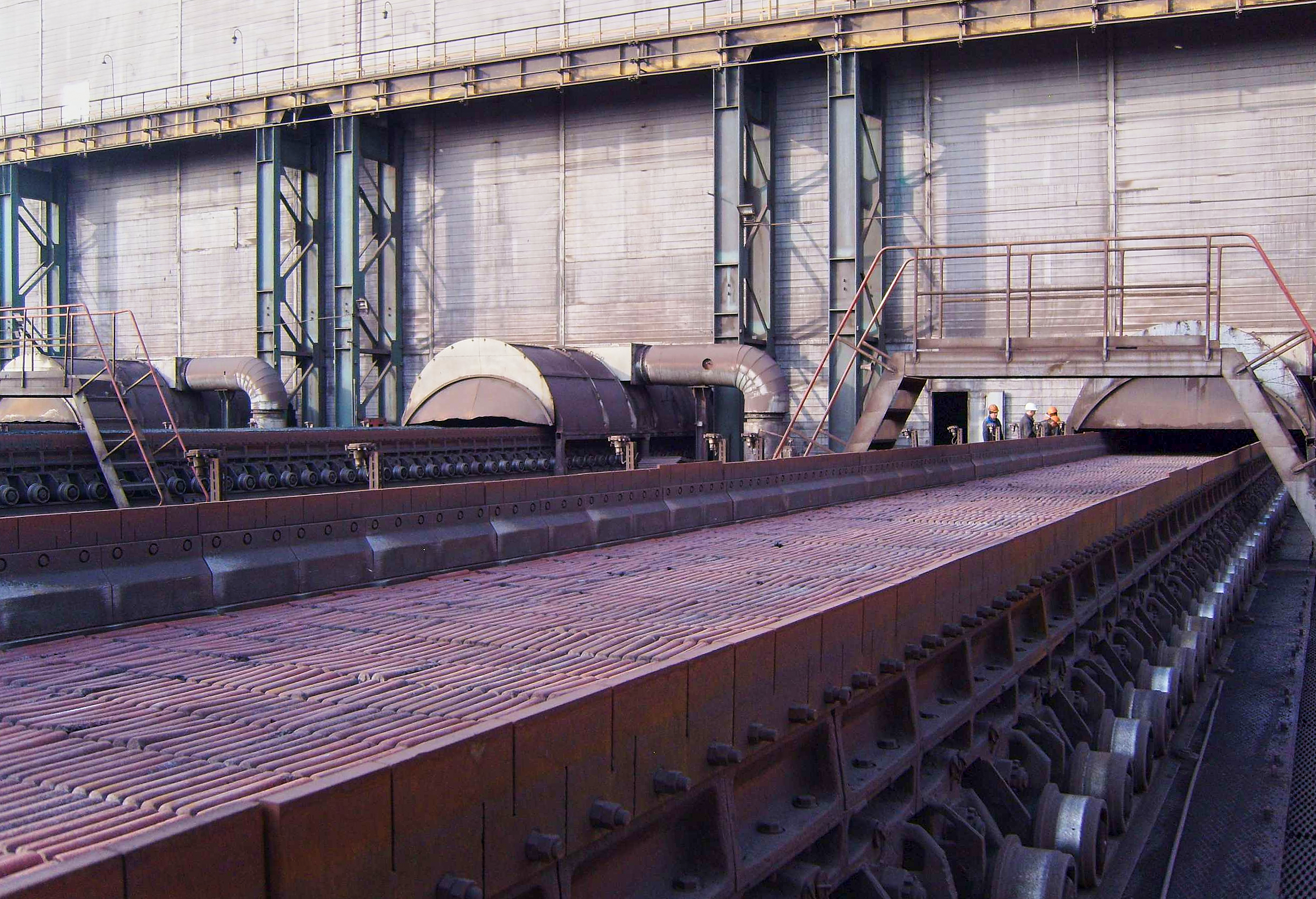
Колосниковое поле агломерационной машины

Колоснико́вая решётка — элемент гарнитуры топки отопительной печи или котла для паровой системы отопления, а также часть агломерационной или обжиговой тележки. Представляет собой чугунную или стальную монолитную или составную решётку, служащую для поддержания слоя твёрдого топлива или шихты.
Колосниковая решётка в топках печей имеет отверстия или щели, через которые, в частности, под неё просыпается зола. Чугунные колосники по конструкции бывают цельными и наборными. Стальные колосники бывают цепными и трубными.

## В энергетических и отопительных котлах
Колосниковые решётки есть в большинстве слоевых топок. Если дутьё нижнее, сквозь неё поступает воздух на горение, если верхнее, через неё удаляются продукты сгорания и недогоревшая газообразная составляющая топлива. При верхнем дутье решётка может набираться из труб, охлаждаемых изнутри; это увеличивает срок службы металла и даёт дополнительную высокоэффективную поверхность теплообмена. В пиролизных котлах вместо решётки может быть узкое сопло для газов, удерживающее тепло в камере загрузки. В котлах верхнего горения колосника нет, воздух проходит только в верхней части слоя топлива по горизонтали.

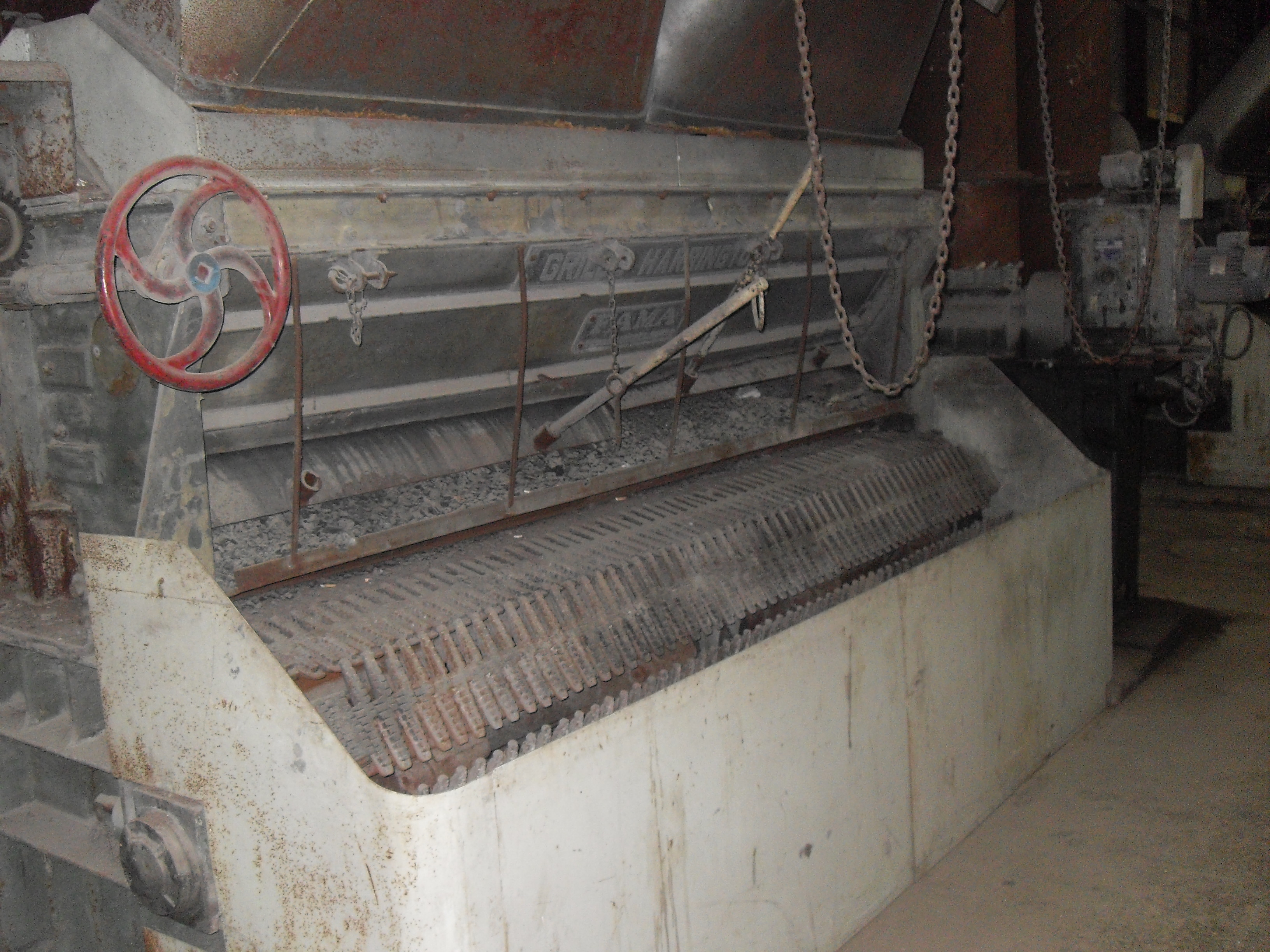
Цепная решётка угольного котла

В некоторых котлах средней мощности (производительностью до 10 кг/с пара) решётка делается подвижной. Цепная решётка — это полотно из фасонных колосников, соединённых цепями, которые приводятся в движение звёздочками. Основной недостаток таких решёток — повышенные потери теплоты от неполноты сгорания топлива

## В паровозах
Колосниковая решётка паровозов имеет прямоугольную форму и собирается из отдельных элементов. При проектировании её площадь рассчитывают исходя из типа топлива, на котором будет работать паровоз. Из советских паровозов самая большая колосниковая решётка была у опытного паровоза АА20-01 — площадь его колосниковой решётки составляла 12 м². У американских паровозов площадь колосниковой решётки могла достигать 17 м².

## В металлургии и горном деле
Колосниковая решётка является частью обжиговых тележек для производства агломерата и окатышей. Как правило, набирается из отдельных колосников, изготавливаемых из жаростойкой стали.